# 青少年読書感想文全国コンクール
青少年読書感想文全国コンクール（せいしょうねんどくしょかんそうぶんぜんこくコンクール）は児童生徒、かつては勤労青少年も対象に、全国学校図書館協議会と毎日新聞社の主催、内閣府と文部科学省の後援、サントリーホールディングスの協賛で、各都道府県学校図書館協議会の協力を得て毎年開催している読書感想文コンクール、読書運動。1955年に始まった。勤労青少年の部は第59回までで既に終了しているが、児童生徒の部は現在68回まで行われており、毎年日本全国の学校や海外の日本人学校より応募がある。

## 概要
提出は在籍校を通じてで個人参加は受け入れていない。提出された感想文は校内審査、地区審査、都道府県審査により都道府県代表作品となり、中央審査会に送付され「読書感想文審査基準」に基づいて審査の上、内閣総理大臣賞、文部科学大臣賞、毎日新聞社賞、全国学校図書館協議会長賞、サントリー奨励賞を選考し、2月に行われる表彰式で授賞を行う。入賞作品は、読書感想文集「考える読書」として毎日新聞出版から刊行される。子どもや若者が本に親しむ機会をつくり、読書の習慣化を図ることと、読書の感動を文章に表現することをとおして、豊かな人間性や考える力を育むことを開催趣旨にしている。

## 応募要項等
※以下の内容は第67回のものであり最新若しくは過去の要項とは異なる可能性があります。

### 対象図書

#### 課題図書
主催側で決められた図書で、小学生では低学年、中学年、高学年それぞれ4冊ずつ、中学生と高校生では3冊ずつ計18冊が毎年選ばれる。課題図書には、課題図書であることを示すマークの入った帯が巻かれる（かつては表紙にシールが貼られていた）。マークに描かれたキャラクターは、彫刻家・桑原巨守が本コンクールの主催者からの依頼を受けて制作した、2本の葦笛を吹奏する牧羊神の像を描いたものである。1969年度の第15回コンクールを記念して制定された。

#### 自由図書
フィクション、ノンフィクション問わず自由に選んだ図書。ただし、教科書、副読本、読書会用テキスト類、雑誌、パンフレット、日本語以外の書物などは対象としない。

### 応募資格
応募者の年齢は満20歳まで。小学校低学年の部（1、2年生)、小学校中学年の部（3、4年生)、小学校高学年の部（5、6年生）中学校の部、 高等学校の部にそれぞれ課題図書と自由図書の部がある。

### その他
自筆のもの、日本語で書いたものを対象としている。

## その他
イメージキャラクターに本の妖精「おほんちゃん」が設定されている。好奇心旺盛で空想が大好き、絵の才能もあり、将来は本を作りたいという。特技は最初の1行だけで本のタイトルを言い当てることができること。